# Brian Mathew
Pour les articles homonymes, voir Mathew.
Brian Frederick Mathew (MBE, VMH) est un botaniste britannique, né dans le village de Limpsfield, Surrey, Angleterre . Son domaine d'expertise particulier est celui des plantes bulbeuses, en particulier des plantes bulbeuses ornementales, bien qu'il ait contribué à d'autres domaines de la taxonomie et de l' horticulture. Il a écrit ou co-écrit de nombreux livres sur les bulbes et les genres bulbeux qui plaisent à la fois aux botanistes et aux jardiniers, ainsi que des monographies spécialisées sur d'autres genres, notamment Daphne (avec Chris Brickell), Lewisia , Helleborus et Iris . Son travail a été reconnu par la British Royal Horticultural Society et l'International Bulb Society .

## Biographie
Brian Mathew est né à Limpsfield, un village du Surrey, en Angleterre. Ses parents ont encouragé Brian et sa sœur à s'occuper des petites parcelles de jardin qui leur étaient allouées. Il raconte que comme son père était un maraîcher très prospère, ses propres intérêts étaient davantage les plantes ornementales. Une première rencontre avec Helleborus orientalis a peut-être jeté les bases d'une monographie ultérieure sur les hellébores.
Il a fait ses études au lycée local. Après avoir quitté l'école, il a passé son service militaire obligatoire dans la Royal Air Force, engagé dans un projet alors secret impliquant la bombe atomique britannique. À la fin de son service, un ami de la famille et jardinier enthousiaste lui a suggéré de fréquenter l'école d'horticulture dirigée par la Royal Horticultural Society à Wisley . L'entrée exigeait trois ans d'expérience de travail préalable. Par l'intermédiaire des bureaux de l'ami de la famille, il a été embauché à la pépinière de plantes Hardy de Birch Farm, gérée par la famille Ingwersen.
Ayant acquis l'expérience de travail nécessaire, il est passé à l'école d'horticulture RHS. À l'époque, le jardin de rocaille était entretenu par Ken Aslet, bien connu des amateurs de jardins alpins, et la botanique était enseignée par Chris Brickell, avec qui Mathew collabora plus tard. Il a rencontré sa femme, Margaret Briggs, à ce moment; elle était la secrétaire de Brickell.
En 1963, grâce à une bourse de voyage pour les bourses d'études Bowles, il a organisé une expédition de chasse aux plantes de cinq mois en Iran . De nombreux bulbes ont été collectés, les zones visitées étant particulièrement remarquables pour les Crocus, Fritillaria et les Iris . Les voyages ultérieurs en Turquie et dans les Balkans ont également porté sur les bulbes, mais aussi les 'hellébores'. Ces expéditions ont convaincu Mathew que ses intérêts résidaient plus dans la botanique que dans l'horticulture, et il a trouvé un emploi dans l'herbier des jardins botaniques royaux de Kew . Au début, il a travaillé dans la section d'Afrique tropicale, mais il s'est rapidement déplacé vers la section nouvellement formée des  monocotylées pétaloïdes   (avec les monocotylédones des ordres : Petrosaviales, Dioscoreales, Pandanales, Liliales et Asparagales). Sa carrière ultérieure à Kew reposa en grande partie sur ces groupes de plantes, en particulier les familles Iridaceae, Liliaceae sensu lato et Amaryllidaceae .
En 1973, il publie le premier de ses nombreux livres sur les bulbes ou les genres bulbeux, Dwarf Bulbs . Il y écrit  «[avec] mon intérêt combiné pour l'horticulture et la taxonomie, j'ai essayé de présenter mes publications à un niveau qui, dans une certaine mesure, plaira à un large public dans les deux domaines». Dwarf Bulbs a été suivi en 1978 par The Larger Bulbs, et une révision de l'ancien ouvrage a été publiée sous le titre The Smaller Bulbs en 1987. Entre 1973 et 1992, il a été l'auteur ou co-auteur de neuf livres sur les bulbes en général. En outre, il a produit des monographies des genres Daphné (avec Chris Brickell), Iris, Crocus, Lewisia et Helleborus, en plus de contribuer aux définitions  de ces diverses familles ou genres à, au moins, neuf flores différentes, et de produire plus de 200 articles de revues en botanique et en horticole.
Cette production prodigieuse d'œuvres savantes des plus populaires a conduit à deux prix au début des années 1990. En 1991, il a reçu la Victoria Medal of Honor de la Royal Horticultural Society (RHS). En 1992, il a reçu la Médaille Herbert de l' International Bulb Society - ou un seul récipiendaire est honoré dans le monde chaque année.
Il a continué à écrire, avec quelque 13 livres (en auteurs ou co-auteurs) publiés entre 1993 et 2005, dont beaucoup sur les bulbes ou les genres bulbeux, tels que les lis. : une histoire romantique avec un guide de culture (a romantic history with a guide to cultivation) en 1993  ou Le Cyclamen de Turquie (The Cyclamen of Turkey) en 2001, avec Neriman Özhatay. Plus récemment, il a contribué à un livre sur Epimedium (2002) et d'autres berbéridacées herbacées et à un livre sur le genre Sorbus (2005).
Il a reçu un MBE (ordre de l'Empire britannique) dans les honneurs du Nouvel An 2005.

## Prix et distinctions
- Victoria Medal of Honor (VMH), décernée par la Royal Horticultural Society[3], 1991[4].
- Herbert Medal, décerné par l' International Bulb Society, 1992[5].
- MBE (membre de l' Ordre de l'Empire britannique ), honneurs de l'année 2005[6].

## Publications

### Livres
- Brian Mathew, Dwarf Bulbs, New York, Arco Pub. Co., 1973 (ISBN 978-0-668-02964-3)
- Angela Marchant et Brian Mathew, An alphabetical table and cultivation guide to the species of the genus Iris, Kew, Surrey, British Iris Society, 1974 (ISBN 978-0-901483-13-3)
- Per Wendelbo et Brian Mathew, Iridaceae, Graz, Akademische Druck- und Verlagsanstalt, 1975 (ISBN 978-3-201-00728-3)
- Brian Mathew, A gardener's guide to Hellebores, Alpine Garden Society, 1976 (OCLC 255412599)
- Christopher Brickell et Brian Mathew, Daphne : The Genus in the Wild and in Cultivation, Woking, England, Alpine Garden Society, 1976, 194 p. (ISBN 978-0-900048-23-4)
- Brian Mathew, The Larger Bulbs, Londres, Batsford in association with the Royal Horticultural Society, 1978, 156 p. (ISBN 978-0-7134-1246-8)
- Martyn Rix, Roger Phillips et Brian Mathew, The Bulb Book : a photographic guide to over 800 hardy bulbs, Londres, Pan, 1981 (ISBN 978-0-330-26481-5)
- Brian Mathew, The iris, New York, Universe Books, 1981, 202 p. (ISBN 978-0-87663-372-4)
- C. Grey-Wilson, Brian Mathew et Marjorie Blamey, Bulbs : the bulbous plants of Europe and their allies, Londres, Collins, 1981 (ISBN 978-0-00-219211-8)
- Brian Mathew, The crocus : a revision of the genus Crocus (Iridaceae), Londres, B.T. Batsford, 1982 (ISBN 978-0-7134-3390-6)
- Pierre Redouté et Brian Mathew, Lilies, and related flowers, Woodstock N.Y., Overlook Press, 1982 (ISBN 978-0-87951-135-7)
- Turhan Baytop et Brian Mathew, The bulbous plants of Turkey : an illustrated guide to the bulbous petaloid monocotyledons of Turkey : Amaryllidaceae, Iridaceae, Liliaceae, Londres, Batsford in association with the Alpine Garden Society, 1984 (ISBN 978-0-7134-4517-6)
- Brian Mathew, The année-round bulb garden, Londres, Souvenir Press, 1986 (ISBN 978-0-285-62787-1)
- Brian Mathew, The Smaller Bulbs, Londres, B.T. Batsford, 1987, 190 p. (ISBN 978-0-7134-4922-8)
- Brian Mathew, Flowering bulbs for the garden, Kew, England, Royal Botanic Gardens Kew in association with Collingridge, 1987 (ISBN 978-0-600-35175-7)
- Roger Phillips, Martyn Rix et Brian Mathew, Bulbs, Londres, Pan Books, 1989, 255 p. (ISBN 978-0-330-30253-1) (révision de Rix, Phillips et Mathew 1981; also published in the US by Random House)
- Brian Mathew, The genus Lewisia, Royal Botanic Gardens, Kew in association with Christopher Helm and Timber Press, 1989, 151 p. (ISBN 978-0-88192-158-8)
- Brian Mathew, Hellebores, Woking, England, Alpine Garden Society, 1989, 180 p. (ISBN 978-0-900048-50-0)
- Brian Mathew, Lilies : a romantic history with a guide to cultivation, Philadelphia, Pa., Running Press, 1993 (ISBN 978-1-56138-304-7, lire en ligne )
- John Burton, Sabina G Knees, Mike Read et Brian Mathew, CITES guide to plants in trade, Ruislip, Dept. of the Environment, 1994 (OCLC 32015909)
- Brian Mathew et Philip Swindells, Gardener's guide to bulbs, Londres, Mitchell Beazley, 1994 (ISBN 978-1-85732-178-4)
- Brian Mathew, A review of Allium sect. Allium, Kew, Royal Botanic Gardens, Kew, 1996, 176 p. (ISBN 978-0-947643-93-5)
- Brian Mathew, Growing bulbs : the complete practical guide, Portland, Or., Timber Press, 1997, 156 p. (ISBN 978-0-88192-384-1)
- Brian Mathew, Bulbs : the four seasons : a guide to selecting and growing bulbs all année round, Londres, Pavilion Books, 1998 (ISBN 978-1-85793-504-2, lire en ligne )
- Aaron Davis, Noel H. McGough, Brian Mathew et Christopher Grey-Wilson, CITES bulb checklist for the genera Cyclamen, Galanthus and Sternbergia, Kew, Royal Botanical Gardens, 1999 (ISBN 978-1-900347-39-6)
- S.I. Ali et Brian Mathew, Flora of Pakistan : No. 202, Iridaceae, Karachi, Dept of Botany, Univ. of Karachi, 2000 (OCLC 223631207)
- Brian Mathew et Neriman Özhatay, The cyclamen of Turkey : a guide to the species of cyclamen growing in Turkey, Londres, Cyclamen Society, 2001, 32 p. (ISBN 978-0-9537526-1-4)
- William T. Stearn, P.S. Green, Brian Mathew et Julian M.H. Shaw, The genus Epimedium and other herbaceous Berberidaceae, Portland, Or., Timber Press, 2002, 342 p. (ISBN 978-0-88192-543-2)
- Bobby Ward et Brian Mathew, The plant hunter's garden : the new explorers and their discoveries, Portland, Or., Timber Press, 2004, 340 p. (ISBN 978-0-88192-696-5)
- John Fielding, Nicholas J. Turland et Brian Mathew, Flowers of Crete, Kew, Royal botanic gardens, 2005 (ISBN 978-1-84246-079-5)
- (en) Hugh McAllister, Josephine Hague et Brian Mathew, The Genus Sorbus : Mountain Ash and other Rowans, Kew, Royal Botanic Gardens, 2005, 252 p. (ISBN 978-1-84246-088-7)

### Autres ouvrages
- Yinzheng Wang, Michael G. Gilbert, Brian F. Mathew, Christopher Brickell et Lorin I. Nevling, Daphne (lire en ligne) in Wu, Raven et Hong 1994 onwards
- Yu-tang Zhao, Henry J. Noltie, Brian F. Mathew, Christopher Brickell et Lorin I. Nevling, Iridaceae (lire en ligne) in Wu, Raven et Hong 1994 onwards
- Yinzheng Wang, Michael G. Gilbert, Brian F. Mathew, Christopher Brickell et Lorin I. Nevling, Thymeleaceae (lire en ligne) in Wu, Raven et Hong 1994 onwards